# Obsessed (canção de Mariah Carey)
"Obsessed" é uma canção da artista musical estadunidense Mariah Carey, contida em seu décimo segundo álbum de estúdio Memoirs of an Imperfect Angel (2009). Foi composta e produzida pela própria com o auxílio Terius Nash e Christopher "Tricky" Stewart. O tema foi enviado às estações de rádio estadunidenses em 16 de junho de 2009, através da Island Records, sendo posteriormente comercializado em formato físico e digital. Musicalmente derivada do R&B e do hip hop, possui uma linha de baixo com diversas batidas. Além disso, também possui palmas, enquanto a voz de Carey é processada com o Autotune. Em termos líricos, a canção descreve o dilema do protagonista a respeito de um perseguidor, cujo é obcecado por ela e diz diversas mentiras sobre uma suposta relação entre ambos.
A obra recebeu análises positivas da mídia especializada, a qual prezou sua produção e seu conteúdo lírico, com alguns resenhadores destacando-a como a melhor faixa de Memoirs of an Imperfect Angel. Entretanto, outros criticaram o uso do Autotune nos vocais da cantora. Na época de seu lançamento, "Obsessed" gerou uma grande controvérsia devido a suas letras, com críticos e a mídia sugerindo que Carey estava referindo-se ao rapper compatriota Eminem, que a referenciou negativamente em diversas canções. Adicionalmente, devido a alusão ao rapper em uma de suas músicas anteriores, "Clown", críticos sugeriram que "Obsessed" também falava sobre ele. A canção utiliza letras explícitas que analistas acharam que se referiam diretamente a ele, bem como o seu problema com as drogas em e a sua constante referência e "obsessão" a ela na mídia.
Comercialmente, "Obsessed" atingiu a sétima colocação como melhor na Billboard Hot 100. Em termos de estreias nas dez melhores posição entre todos os artistas que entraram na tabela, Carey ficou no quinto lugar com Janet Jackson e Elton John. Internacionalmente, a canção não foi lançada em toda a Europa e recebeu uma comercialização limitada devido a Island ter dado prioridade ao lançamento da regravação de "I Want to Know What Love Is", originária de Foreigner, o que causou em um desempenho moderado em diversas tabelas musicais, classificando-se entre as vinte melhores posições na Austrália, na Bélgica, no Canadá, na França, na Itália, no Japão e na República Checa.
O vídeo musical correspondente foi dirigido por Brett Ratner e estreou em 23 de julho de 2009 através do programa televisivo 106 & Park. As cenas retratam Carey interpretando ela mesma e um perseguidor vestido com um uniforme de carregador, bem como um moletom cinza e uma calça de moletom, que persegue-a para conseguir tirar uma foto sua. No final da gravação, ele realiza seu objetivo, mas é atropelado por um ônibus. Dois vídeos foram filmados para "Obsessed", um para a versão original, e um para a versão remixada, que conta com o rapper Gucci Mane. O vídeo foi filmado no Plaza Hotel e nas ruas de Nova Iorque. Depois da divulgação ilegal das fotografias de Carey vestida como o perseguidor, tabloides compararam imediatamente o visual da cantora com o de Eminem, com muitos comentando que além do cavanhaque, o estilo parecia idêntico. Carey revelou que o vídeo musical referenciou vários de seus filmes favoritos, como Mean Girls (2004) e The Devil Wears Prada. (2006). Como forma de divulgação, a artista apresentou a faixa nos programas televisivos America's Got Talent, The Today Show, bem como em sua turnê Angels Advocate Tour (2009-10).

## Antecedentes e lançamento
"O mais esperado é o [novo] projeto de Mariah, e ela acaba de lançar uma gravação maravilhosa hoje. E estamos lançando-a o dia todo. É apenas muito louca. Eu não acho que ninguém vai se matar [esperando ela sair] como se estivesse esperando ela sair. Mas ela tem um disco. Vai fazer brilhar a Internet também, porque você não sabe de quem ela está falando, o que ela está falando, mas ela está falando alguma coisa. E lembre-se: The-Dream disse isso. Então, você pode começar agora. Mariah Carey tem uma gravação, e alguém vai ficar muito aborrecido. Eu disse isso".

—The-Dream falando sobre "Obsessed".
Em 2008, Carey cancelou uma turnê em suporte ao décimo primeiro álbum de estúdio E=MC² (2008). Surgiram diversas especulações da imprensa de que a cantora estava grávida, tendo consequentemente abandonado os planos da digressão. A artista mais tarde admitiu que estava grávida durante este período, e sofreu um aborto espontâneo, o que levou ao cancelamento da excursão. Carey, em seguida, optou por gravar um novo álbum, que seria lançado durante o verão estadunidense de 2009. Durante as fases posteriores do projeto, ela intitulou o trabalho como Memoirs of an Imperfect Angel. Ela explicou que os planos para o lançamento de uma balada foram colocados em espera, pois uma nova canção que ela tinha composto "precisava ser ouvida".
Em 9 de junho de 2009, ela divulgou uma mensagem em seu Twitter, dizendo: "[Isso é] sério: essa é uma das minhas músicas favoritas de todos os tempos. Eu amo o álbum inteiro. Estou completamente imersa nele. Eu não posso esperar para que vocês possam ouvi-la", e anunciou que a canção seria intitulada de "Obsessed". Mais tarde, naquela semana, The-Dream, que compôs e produziu a faixa com Carey e Christopher "Tricky" Stewart, afirmou que a canção foi definitivamente destinada a alguém em particular, e que iria aborrecê-los muito. "Obsessed" foi transmitida digitalmente para estações de rádio em 16 de junho de 2009 para transmissão radiofônica imediata e estreou na estação de rádio B96 em Chicago. A capa do single apresenta Carey encostada em um sujo muro de concreto. Ela é mostrada vestindo uma lingerie preta e um top também preto, com um sutiã preto sendo visível através da camisa. O cabelo de Carey é apresentado em um estilo longo e molhado, caindo nos ombros e nos seios de Carey. A palavra "Obsessed" é escrita em grandes letras brancas sobre o corpo de Carey. Um editor da MTV descreveu a capa como "molhada e atrevido", observando: "Como você pode ver aqui, a estrela escolheu uma foto sensual para lançar o material de seu próximo álbum. Mariah é mostrada rebentando em um top preto revelador e vestindo roupas íntimas pretas".
O lançamento de "Obsessed" foi acompanhado por um remix oficial, que apresenta o rapper Gucci Mane. O arranjo e os vocais originais da música foram mantidos, com improvisos sendo adicionados durante a canção, bem como a substituição da ponte por uma estrofe proferida por Mane. Dois dias antes do lançamento desta versão, Jasmine Dotiwala, amigo de longa data de Carey, divulgou uma mensagem em seu Twitter sobre o remix, dizendo: "Ouvindo repentinamente o remix de 'Obsessed', não posso dizer quem é o rapper convidado, mas ele colocou o G no gueto! Uma grande combinação de gostosura". Em entrevista à MTV News, Mane descreveu o remix como sua "maior colaboração":
| “ | Mensagem para Mariah Carey e toda a sua equipe e meu menino Chris Lighty. Ele me reuniu com Mariah. Eu agradeço. Ele me colocou lá, assim como ela. Ambos são inteligentes para fazer isso. A música saiu muito boa. Mariah sabia que eu queria fazer uma canção com ela. Finalmente aconteceu, e eu achei um pouco difícil. Eu só voei até Nova Iorque e entrei no estúdio com ela. Voei direita para lá e voltei na estrada. Quando eu faço uma música com alguém, eu gosto de realmente entrar no estúdio com eles para que eu possa sentir a sensação deles e eles possam sentir sentir a minha. A música sai melhor assim. | ” |

## Controvérsia

### Antecedentes
Em 2001, a artista decidiu aventurar-se na indústria cinematográfica com seu primeiro papel como atriz no filme Glitter. A produção recebeu análises geralmente negativas e, apesar de apresentar um orçamento de mais de US$ 20.000.000, obteve uma baixa bilheteria, arrecadando cerca de US$ 5.000.000. A trilha sonora correspondente, recebeu críticas mistas e desempenhou-se um pouco melhor, rendendo um single na vice-liderança da Billboard Hot 100 e comercializando mais de três milhões de unidades mundialmente. Entretanto, após o fraco desempenho comercial do filme e do álbum, o contrato inédito de Carey com a Virgin Records — subsidiária da EMI Music — de US$ 100.000.000 acabou sendo eventualmente cancelado, com a gravadora tendo pagado a intérprete apenas US$ 49.000.000. Antes do pouco sucesso da trilha sonora, Carey internou-se em um hospital situado em Connecticut, depois de uma controvérsia apresentação no Total Request Live (TRL) na qual ela distribuiu sorvete a seus fãs e demonstrou apresentar, segundo a mídia, um "comportamento errático". Depois de divulgar diversas mensagens preocupantes em sua página oficial, Carey deu entrada no hospital, citando um "colapso emocional e físico". Posteriormente, ela viajou para Capri, Itália, após sua hospitalização de duas semanas, permanecendo lá durante cinco meses, cujo período ela começou a compor e a produzir material para um novo álbum de estúdio, decorrente das experiências que ela vivenciou nos últimos meses. Depois de ser contratada pela Island Records e iniciar sua própria empresa MonarC Entertainment, a cantora preparou seu lançamento de "retorno", Charmbracelet.
Durante este período na vida pessoal de Carey, o rapper compatriota Eminem declarou ter namorado a cantora durante seis meses de sua época mais sombria. A intérprete, no entanto, negou ter se envolvido com Eminem com um relacionamento pessoal, alegando ter encontrado o rapper algumas vezes, e que o relacionamento entre ambos foi apenas profissional. Posteriormente, ele referiu-se a Carey negativamente em várias de suas canções, alegando ter se irritado com ela não ter admitido que viu-o. Em Charmbracelet, Mariah incluiu uma canção intitulada "Clown", cujas letras alguns críticos comentaram que referiam-se ao rapper. As letras do tema foram descritas por Sarah Rodman, do periódico The Boston Globe, como "languidamente sinistras", e a faixa apresenta linhas como "Eu devia ter parado em 'Eu gosto da sua música também'... Você não devia ter insinuado que eram amantes / Quando você sabe muito bem que nunca sequer nos tocamos". Durante a sua segunda turnê The Anger Management Tour (2005) — feita em conjunto com Limp Bizkit e Papa Roach —, Eminem começou a tocar mensagens de voz e gravações que teriam sido deixadas por Carey em seus concertos. Uma destas mensagens dizia: "Eu ouvi que você voltou com sua ex-mulher. Por que você não me viu? Por que você não me ligou?". Depois de apresentar o trecho, o rapper fingiu estar doente antes de iniciar sua canção "Puke". Em 12 de maio de 2009, ele lançou seu sexto álbum de estúdio Relapse, que incluiu uma canção intitulada "Bagpipes from Baghdad". As letras da canção sugeriram que Eminem ainda estava apaixonado por Carey, e que "queria ela de volta": "Eu quero outra chance com você" e "Nick Cannon, melhor se afastar / Eu não estou brincando, eu quero ela de volta, seu moleque". Após o lançamento da música, Cannon divulgou uma mensagem em sua página oficial defendo Mariah e expressando seu desgosto com os comentários de Eminem:
| “ | Eu senti pena dele, porque ele deve ter sido maltratado no passado. A sua música apenas não evoluiu, mas ele ainda está obcecado com a minha mulher, a mesma mulher que não iria deixá-lo chegar à segunda base de oito anos atrás. Que tipo de homem crescido mente sobre ter fica com uma garota? Apenas Slim Idiota! LOL! Estou colocando isso lá fora agora. Marshall Mathers, você precisa falar comigo (...) De homem para homem, vamos nos encontrar e lidar com isto como adultos. Então, senhorita Marshall, eu vou fazer você desejar nunca mais falar meu nome e se arrepender das coisas ímpias que você disse sobre a minha esposa. Seu legado está sendo contaminado deste dia em diante! Agora vai ser conhecido como o rapper que perdeu para o Nick Cannon! | ” |

Após os comentários de Cannon, Eminem respondeu sarcasticamente. Ele esclareceu que a canção estava atualmente "desejando o melhor para o casal", e que tudo isso não passou de um mal-entendido. Em entrevista a BBC Radio, o rapper esclareceu que, embora contivesse uma linha "dura", ele queria dizer muito bem: "Há uma linha [na canção] que era um pouco dura. É uma linha dura, mas é assim, do jeito que eu olho para ele.  Eu não tinha ideia de que ele fosse levar isso tão a serio do jeito que ele levou. Eu não tinha ideia de que Nick Cannon iria começar a ficar feroz comigo. Sem trocadilhos". Mais tarde, ele comentou que ele respeitava Cannon por sua resposta e que esperava que ele fosse defender sua mulher: "Eu não li seu blog ou nada. Mas o que aconteceu, aconteceu. Ele demonstrou defender sua esposa, e eu esperava que ele fizesse isso. Mas no final do dia, é uma linha que eu disse — É uma canção. O que eu realmente quis dizer é: desejo-lhes o melhor isso. É isso o que eu quis dizer. Essa é a mensagem da faixa".

### Consequências
Após a estreia de "Obsessed" em 16 de junho de 2009, surgiram especulações da mídia de que Carey estava alvejando Eminem devido às letras da canção e sua respectiva mensagem. Após o lançamento do respectivo vídeo musical, que contou com Carey desempenhando um papel que se assemelhava ao rapper, os críticos consideraram a interpretação do papel como uma resposta de Carey a "Bagpipes from Baghdad". Pouco depois do lançamento da faixa e seu respectivo vídeo, o rapper lançou em 30 de julho de 2009 uma outra canção, intitulada "The Warning" e que, segundo ele, significava uma retaliação. As letras da canção fazem alusão ao seu suposto relacionamento com a cantora, o vídeo musical de "Obsessed" e as imagens e as provas que afirmam que eles foram um casal. A canção se inicia com a linha "A única razão de eu ter te desprezado em primeiro lugar é que você negou ter me visto / Agora eu estou chateado", antes de descrever representação dele feita por Carey no vídeo musical: "Minha nossa, era pra ser eu no clipe com aquele cavanhaque? / Uau, Mariah, eu não esperava que você fosse tão masculina". Ele continua descrevendo um encontro quase sexual com a cantora, ameaçando lançar mensagens de voz e imagens que ele ainda tem em seu poder. Além disso, a canção apresenta uma voz feminina semelhante a de Mariah, chamada de Mary Poppins, bem como vários intervalos de sua risada. Após o lançamento da música, Cannon foi questionado sobre a inspiração de "Obsessed", e se ela foi dirigida a Eminem:
| “ | Ela é Mariah Carey. Ela não está brigando, ela é vegetariana. As pessoas ficam dizendo que ['Obsessed'] foi dirigida a certas pessoas. Para ser completamente honesto, ela a fez porque é uma grande fã do filme Mean Girls, e há uma linha no filme onde uma das meninas diz: 'Por que você está tão obcecado comigo?'. Ela diz isso no início da canção, e foi daí que o conceito veio. Mas, você sabe, a arte imita a vida. | ” |

## Composição
"Obsessed" é uma canção musicalmente derivada do R&B e do hip hop, produzida por Carey, The-Dream e Christopher "Tricky" Stewart e com duração de quatro minutos e dois segundos (4:02). A sua gravação esteve a cargo de Brian Garter e Brian Thomas, ocorrendo em 2009 nos estúdios Bernie Grundman Mastering, em Los Angeles, Califórnia, cujo local também ocorreu a masterização do tema. Victor Alexander ficou a cargo da produção adicional, enquanto Bernie Grundman foi o responsável da masterização. Jaysen-Joshua Fowler e Dave Pensando trataram da mixagem de áudio.

## Videoclipe
O vídeo foi dirigido por Brett Ratner e foi filmado a partir de 28 de junho de 2009 a 29 de junho de 2009. Ao longo de todo o vídeo, a cantora vestida de homem alterando sua aparência usando um falso cavanhaque juntamente com roupas masculinas. Dois vídeos foram filmadas para "Obsessed", uma para a versão original, e uma versão para o remix, que contém cenas adicionais com Gucci Mane. Ambos os vídeos tem o enredo semelhante. A cantora anunciou em seu Twitter que a estréia do videoclipe de "Obsessed" seria em 15 de Julho de 2009 no America's Got Talent, mas o vídeo mostrado foi uma prévia de apenas 2 minutos. O vídeo completo estreou no Yahoo! Music no mesmo dia.
O diretor Brett Ratner disse à MTV que o vídeo não é sobre Eminem e que não era pretensão dele fazer com que o personagem se parecesse com o o rapper. Revelou também que o personagem seria caracterizado pela apresentadora Ellen DeGeneres. "Quando sugeri a Ellen, foi onde Mariah teve uma ideia. O vídeo seria inspirado em um filme chamado 'King of Comedy,' quando Sandra Bernhard estava procurando por Jerry Lewis quando ele queria se mudar para Nova Iorque," e ele adicionou, "Mariah ama Mean Girls. Eu pensei que seria legal que o obcecado fosse atropelado por um ônibus como no filme…" A cantora visitou o 106 & Park em 23 de Julho de 2009 para lançar o vídeo remix de "Obsessed".
O vídeo transformou-se num sucesso, atingindo o #1 na tabela Hot Videoclip Tracks, dos EUA.

## Créditos
Lista-se abaixo os profissionais envolvidos na elaboração de "Obsessed", de acordo com o encarte do álbum Memoirs of an Imperfect Angel:
| - Mariah Carey: composição, produção, vocalista principal, vocalista de apoio - Terius Nash: composição, produção - Christopher Stewart: composição, produção - Victor Alexander: produção - Brian Garter: gravação | - Brian Thomas: gravação - Jaysen-Joshua Fowler: mixagem de áudio - Dave Pensado: mixagem de áudio - Bernie Grundman: masterização |

## Desempenho nas tabelas musicais
| Tabela musical (2009)                                         | Melhor posição |
| ------------------------------------------------------------- | -------------- |
| Austrália (ARIA Charts)                                       | 13             |
| Bélgica (Ultratop 50 de Flandres)                             | 14             |
| Bélgica (Ultratop 40 da Valônia)                              | 20             |
| Brasil (Brasil Hot 100 Airplay)                               | 23             |
| Brasil (Brasil Hot Pop Songs)                                 | 12             |
| Canadá (Canadian Hot 100)                                     | 20             |
| Eslováquia (IFPI Slovenská Republika)                         | 37             |
| Estados Unidos (Billboard Hot 100)                            | 7              |
| Estados Unidos (Hot Dance Club Songs)                         | 1              |
| Estados Unidos (Hot R&B/Hip-Hop Songs)                        | 12             |
| Estados Unidos (Mainstream Top 40)                            | 8              |
| França (Syndicat National de l'Édition Phonographique)        | 8              |
| Itália (Federazione Industria Musicale Italiana)              | 6              |
| Japão (Japan Hot 100)                                         | 16             |
| Nova Zelândia (Recording Industry Association of New Zealand) | 21             |
| Países Baixos (MegaCharts)                                    | 61             |
| Chéquia (IFPI Česká Republika)                                | 11             |
| Reino Unido (UK Singles Chart)                                | 52             |
| Suíça (Schweizer Hitparade)                                   | 61             |
| União Europeia (European Hot 100 Singles)                     | 28             |

| Tabela musical (2009)                                  | Posição |
| ------------------------------------------------------ | ------- |
| Estados Unidos (Billboard Hot 100)                     | 41      |
| França (Syndicat National de l'Édition Phonographique) | 71      |

| País                       | Certificação | Vendas    |
| -------------------------- | ------------ | --------- |
| Austrália (ARIA)           | Ouro         | 35,000    |
| Brasil (Pro-Música Brasil) | 3× Platina   | 180,000   |
| Estados Unidos (RIAA)      | 3× Platina   | 3,000,000 |
| Reino Unido (BPI)          | Prata        | 200,000   |

## Histórico de Lançamento
| Região         | Data                   | Formato          |
| -------------- | ---------------------- | ---------------- |
| Austrália      | 16 de Junho de 2009    | Airplay          |
| Estados Unidos | 16 de Junho de 2009    | Airplay          |
| Canadá         | 16 de Junho de 2009    | Airplay          |
| Itália         | 19 de Junho de 2009    | Airplay          |
| Australásia    | 06 de Julho de 2009    | Download digital |
| Europa         | 06 de Julho de 2009    | Download digital |
| Canadá         | 07 de Julho de 2009    | Download digital |
| Estados Unidos | 07 de Julho de 2009    | Download digital |
| Japão          | 04 de Agosto de 2009   | CD single        |
| Portugal       | 10 de Agosto de 2009   | Download digital |
| Canadá         | 11 de Agosto de 2009   | CD single        |
| Estados Unidos | 11 de Agosto de 2009   | CD single        |
| Alemanha       | 14 de Agosto de 2009   | Download digital |
| França         | 21 de Setembro de 2009 | CD single        |